# رنده فاق‌زن

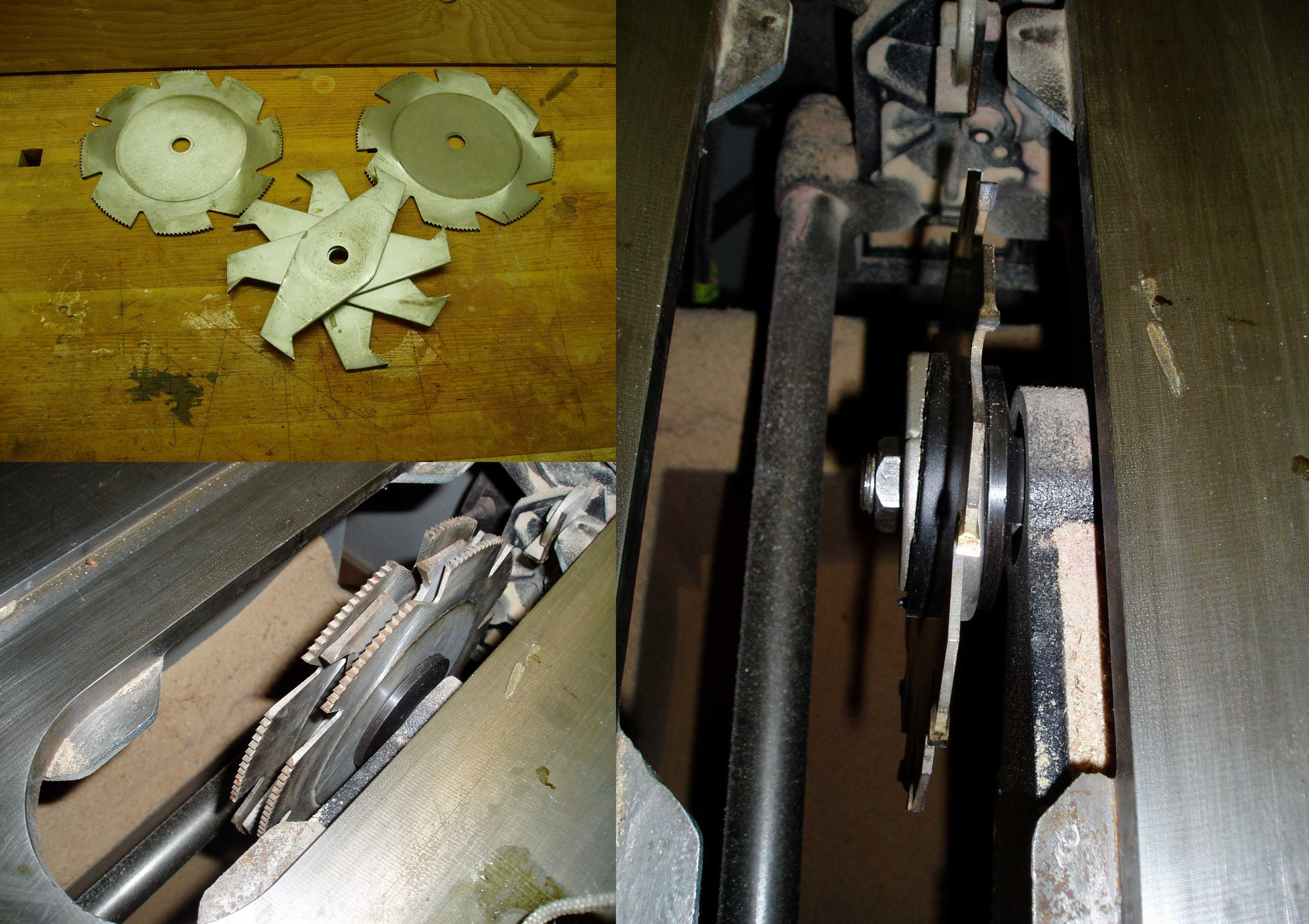
بالا چپ: مجموعهٔ جداشدهٔ رندهٔ فاق‌زن پشته‌ای شامل تیغه‌ها و براده‌تراش‌ها؛ پایین چپ: مجموعهٔ فاق‌زن پشته‌ای نصب‌شده بر روی اره میزی؛ راست: تیغهٔ نوسانی.

رندهٔ فاق‌زن (انگلیسی: Dado set) گونه‌ای از تیغه‌های اره گردبر است که معمولاً با اره میزی یا اره بازویی شعاعی استفاده می‌شود و برای بریدن فاق یا شکاف‌ها در درودگری به‌کار می‌رود. دو نوع رایج از مجموعه‌های فاق‌زن وجود دارد: نوع پشته‌ای و تیغهٔ نوسانی.
مجموعهٔ فاق‌زن پشته‌ای از دو تیغهٔ گرد اره تشکیل شده که در دو طرف مجموعه‌ای از تیغه‌های کوچک‌تر به‌نام «براده‌تراش» قرار دارند. هنگام چرخش، دو تیغهٔ کناری دیواره‌های فاق را می‌برند و تیغه‌های براده‌تراش، مواد میانی را تخلیه کرده و کف فاق را صاف می‌کنند. برای رسیدن به پهنای دلخواه فاق، می‌توان تیغه‌های براده‌تراش را به مجموعه افزود یا از آن حذف کرد. همچنین برای تنظیم دقیق‌تر پهنا، می‌توان از فاصله‌انداز میان تیغه‌ها استفاده کرد؛ بنابراین، تغییر پهنای فاق نیازمند بیرون آوردن کامل مجموعهٔ تیغه‌ها از روی شاه‌میله (ماندرل) است. پس از جداسازی، با افزودن یا کاستن براده‌تراش‌ها یا فاصله‌اندازها، می‌توان به پهنای موردنظر دست یافت.
تیغهٔ نوسانی یا تیغهٔ قابل تنظیم از یک تیغهٔ گرد تشکیل شده که بر روی توپی چندبخشی قابل تنظیم نصب شده است. این توپی، زاویهٔ تیغه نسبت به محور شاه‌میله را تغییر می‌دهد. هرچه زاویهٔ تیغه از حالت عمود (۹۰ درجه) نسبت به شعاع فاصله بگیرد، پهنای فاق بیشتر می‌شود. گرچه در این روش می‌توان پهنای برش را بدون باز کردن تیغه تنظیم کرد، اما تنظیم دقیق معمولاً دشوار است، زیرا سفت کردن مهرهٔ شاه‌میله ممکن است زاویهٔ تنظیم‌شده را تغییر دهد. همچنین، به‌دلیل ویژگی‌های هندسی خاص، تیغهٔ نوسانی تنها در یک تنظیم خاص می‌تواند فاقی با کف صاف ایجاد کند، که این موضوع ممکن است در برخی اتصالات مشکل‌ساز باشد. یکی دیگر از معایب تیغهٔ نوسانی نسبت به نوع پشته‌ای، لرزش‌های ناخواسته است. میزان این لرزش‌ها با زاویهٔ انحراف تیغه نسبت مستقیم دارد؛ به‌عبارت دیگر، هرچه فاق عریض‌تر باشد، لرزش بیشتر خواهد بود. با این‌حال، از آن‌جا که فاق‌ها معمولاً برای جای‌گیری کامل یک قطعه طراحی شده‌اند، کمتر دچار فرسایش می‌شوند.